# AspectJ

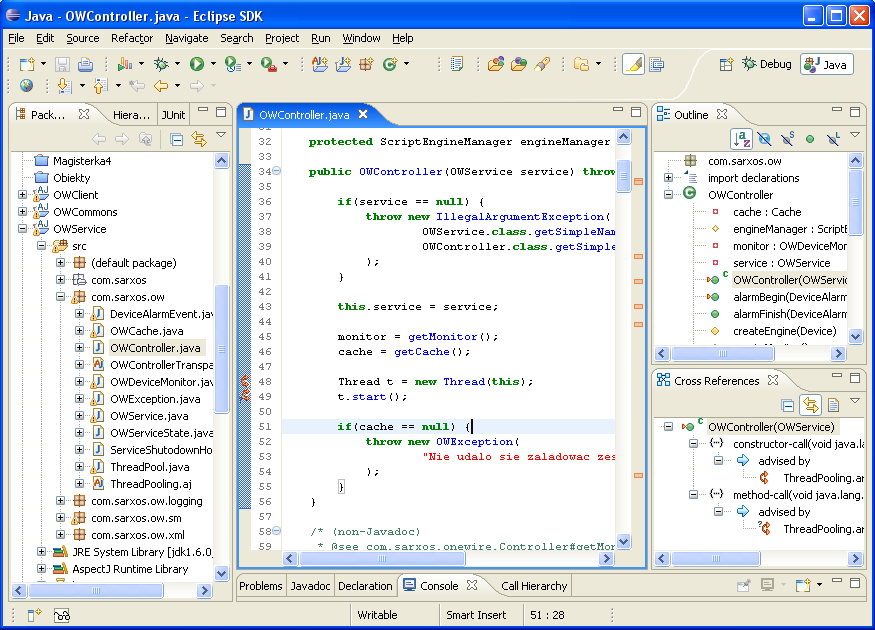
AspectJ Eclipse

## Geral
AspectJ é uma linguagem de programação pertencente ao paradigma orientado a aspectos, que consiste basicamente em retirar os interesses transversais ("crosscutting" ou "separation of concerns") de um programa em Java.
Um fator que difere o AspectJ das demais linguagens de programação é o fato de não ser possível construir programas usando somente o AspectJ, sendo necessário também utilizar [Java]. Isso vem da própria ideia do paradigma orientado a aspectos,  usada para personalizar programas em Java, solucionando alguns problemas decorrentes da Orientação a objetos.
Alguns exemplos de problemas da Orientação a objetos são os registos ou "logs" das aplicações e a parte de segurança. Nesses casos, por se trabalhar com objetos, é inevitável a dependência excessiva dos objetos que fazem os logs e a parte de segurança, o que é conhecido como interesse tranversal, os logs e segurança, não fazem parte do núcleo do negócio ("core-business") da aplicação, porém são extremamente necessários.
Para solucionar esses problemas foi criado o conceito do paradigma orientado a aspectos e da linguagem auxiliar AspectJ.
AspectJ não possui um sistema de tipos.

## História
Foi desenvolvida por uma divisão de pesquisa da Xerox, chamado Xerox PARC. Hoje é mantida pela Eclipse Fundation, gestora de alguns projetos de código aberto e integrado na ferramenta de desenvolvimento Eclipse (IDE). Foi idealizada por Gregor Kiczales, professor da University of British Columbia no Canadá.

## Como o AspectJ funciona
Um aspecto age, interferindo no programa original, utilizando a ideia de ponto de junção ou "join point", pelo qual o aspecto é descrito. Nessa descrição, definem-se algumas regras de interferência, como:
```
   * pointcuts.
   * advices.
   * declaração de inter-tipos.
```

## Exemplos de Sintaxe
Um exemplo básico de um aspecto:
```
       aspect VisitAspect {
           void Point.acceptVisitor(Visitor v) {
               v.visit(this);
           }
       }
```

Hello World em AspectJ:
```
       public class HelloWorld {
            public static void main(String[] args) {
            }
       }
```

```
       public aspect HelloFromAspectJ {
            pointcut mainMethod() : execution(public static void main(String[]));
            after() returning : mainMethod() {
                  System.out.println("Hello World");
            }
      }
```

Por ser uma linguagem que não existe por si só, ou seja, depende do Java, não é possível ter resoluções de alguns algoritmos simples, como por exemplo, calcular os números perfeitos.